# Gonatocerus rufescens
Gonatocerus rufescens is een vliesvleugelig insect uit de familie Mymaridae. De wetenschappelijke naam is voor het eerst geldig gepubliceerd in 1904 door Ashmead.